# 穆赫辛·邁赫拉利扎德
穆赫辛·邁赫拉利扎德（波斯語：‎，羅馬化：Mohsen Mehralizadeh，1956年9月30日—）是穆罕默德·哈塔米執政時期的伊朗副總統及伊朗體育組織主席，祖籍是阿塞拜疆族。

在哈塔米第一任總統任期內，邁赫拉利扎德擔任過呼羅珊省省長。

## 競選總統
在2005年總統選舉期間，邁赫拉利扎德表示有意競選總統，又認為他可以代表伊朗年輕一代。他得到了國會一些來自吉蘭省、阿塞拜疆地區及呼羅珊地區的議員支持。2005年5月22日，憲法監督委員會不接納邁赫拉利扎德及另一位有意參選的穆斯塔法·莫因（Mostafa Moeen）作為總統候選人。翌日，憲法監督委員會收到最高領袖阿里·哈梅內伊的信件，哈梅內伊要求委員會接納兩位改革派候選人的參選申請，委員會從善如流。
在2005年6月17日舉行的初選裡，邁赫拉利扎德在7名候選人當中排在末位，獲得約1,300,000票（4.4%）支持，這是歷屆伊朗總統選舉排在末位的候選人得票及得票率最多的一項紀錄，而在阿塞拜疆地區三個省份當中，邁赫拉利扎德都能名列首位。

## 註腳
1. ↑  Bill Samii. . Radio Free Europe. 08-06-2005  [June 27, 2011]. （原始内容存档于2016-03-04） （英语）.
2. ↑  . People's Daily. 08-10-2001  [June 27, 2011]. （原始内容存档于2003-09-10） （英语）.